# Liodrosophila iophacanthusa
Liodrosophila iophacanthusa är en tvåvingeart som beskrevs av Chen 1994. Liodrosophila iophacanthusa ingår i släktet Liodrosophila och familjen daggflugor. Inga underarter finns listade i Catalogue of Life.